# Comune di Årslev
Il comune di Årslev, fino al 1º gennaio 2007 è stato un comune danese situato nella contea di Fionia e nell'isola omonima. Il comune aveva una popolazione di 9 365 abitanti (2005) e una superficie di 74 km². Capoluogo era la cittadina omonima.
Dal 1º gennaio 2007, con l'entrata in vigore della riforma amministrativa, il comune è stato soppresso e accorpato ai comuni di comuni di Broby, Ringe, Ryslinge e Faaborg per dare luogo al neo-costituito comune di Faaborg-Midtfyn compreso nella regione della Danimarca Meridionale.